# Harig ruigkogeltje
Het harig ruigkogeltje (Lasiosphaeris hirsuta) is een zakjeszwam die behoort tot de familie Lasiosphaeriaceae. Het maakt vruchtlichamen op verrot hout.

## Kenmerken
Het harig ruigkogeltje is dicht bezet met korte, rechte, donkerbruine haren (setae). Deze haren zijn ook goed in het veld waar te nemen. De perithecia (kogeltjes) hebben een breedte van 0,4 tot 0,5 mm. 
De ascosporen zijn 60 × 6 µm groot en bevatten 5 tot 7 septen.

## Verspreiding
In Nederland komt het harig ruigkogeltje vrij algemeen voor. Het staat net op de rode lijst en is niet bedreigd.